# Tangail
Pour le district, voir Tangail (district).

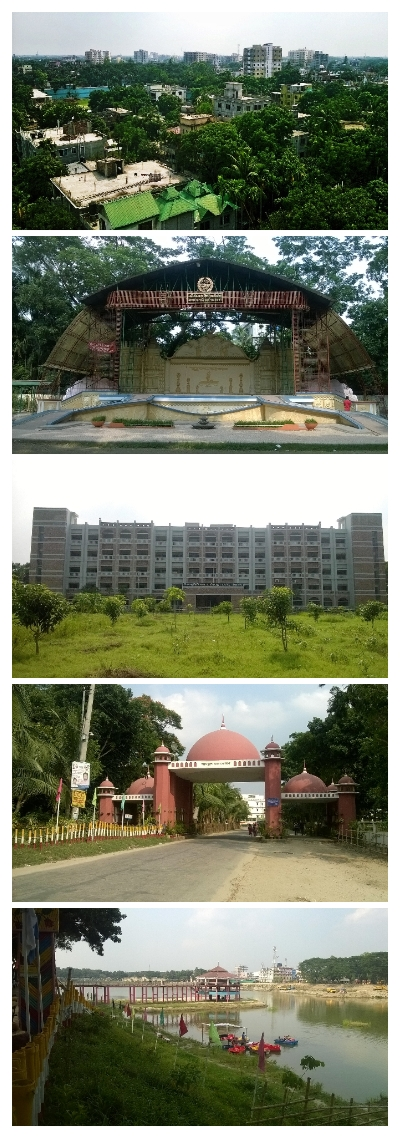

Tangail est une ville située dans la région centrale du Bangladesh. Elle est située à 98 km au nord ouest de Dacca , la capitale.
C'est l'une des villes les plus importantes du district de Tangail.
La ville est située sur les bords de la rivière Louhjang et comptait 186 726 habitants en 2015.